# یاجی و کیتا: زائران نیمه شب
یاجی و کیتا: زائران نیمه شب (انگلیسی: Yaji and Kita: The Midnight Pilgrims) یک فیلم در ژانر به کارگردانی کانکورو کودو است که در سال ۲۰۰۵ اکران شد. از بازیگران آن می‌توان به تومویا ناگاسه اشاره کرد.